# Province de Fianarantsoa
La province de Fianarantsoa était l'une des six provinces de Madagascar avec une superficie de 103 272 km2. En 2011, elle avait une population de 4 142 444 habitants. Sa capitale est Fianarantsoa. 

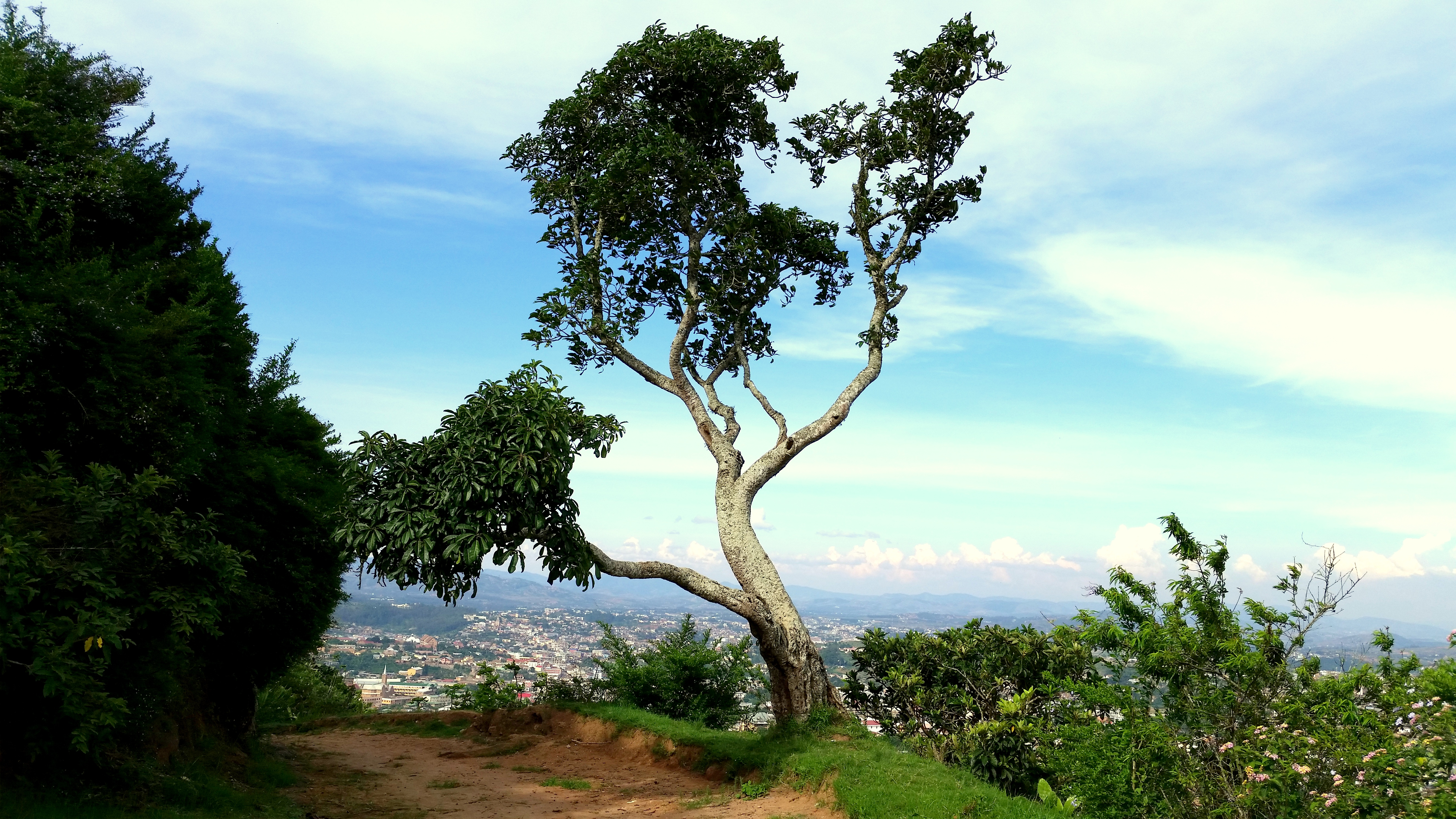
Paysage autour de Fianarantsoa.

Aujourd'hui, la province de Fianarantsoa est connue pour son patrimoine culturel, ses plantations de thé, ses écoles et universités, et sa position en tant que centre commercial dans la région centrale de Madagascar. La ville de Fianarantsoa attire également des visiteurs en raison de son architecture coloniale bien préservée et de ses paysages pittoresques.

## Faritra (régions) et fivondronana (districts)
La province compte cinq régions (faritra) et vingt-cinq districts (fivondronana):
| - Atsimo-Atsinanana - 5. Befotaka - 7. Farafangana - 19. Midongy-Sud - 21. Vangaindrano - 23. Vondrozo - Amoron'i Mania - 2. Ambatofinandrahana - 4. Ambositra - 6. Fandriana - 17. Manandriana - Ihorombe - 10. Iakora - 12. Ihosy - 15. Ivohibe - Fitovinany - 14. Ikongo - 16. Manakara - 22. Vohipeno - Haute Matsiatra - 1. Ambalavao - 3. Ambohimahasoa - 8. Isandra - 8. Lalangina - 8. Vohibato - 9. Fianarantsoa - 13. Ikalamavony - Vatovavy - 11. Ifanadiana - 18. Mananjary - 20. Nosy Varika |

## Histoire

### Origines précoloniales
La région de Fianarantsoa a une histoire remontant à l'époque précoloniale, lorsque les premières populations austronésiennes ont migré à Madagascar il y a environ 2 000 ans. Ces groupes ont établi des communautés distinctes avec leurs propres traditions, langues et coutumes.

### Colonisation merina
Au début du XIXe siècle, le Royaume Merina dirigé par le roi Radama Ier a étendu son pouvoir sur une grande partie de Madagascar, y compris la région de Fianarantsoa. La ville de Fianarantsoa elle-même a été fondée en 1830 par la Reine Ranavalona Ire. Elle a été établie comme un centre éducatif et religieux.

### Missionnaires et éducation
Fianarantsoa a joué un rôle important dans l'histoire de l'éducation à Madagascar. Des missionnaires étrangers, notamment des Norvégiens et des Français, ont établi des institutions éducatives dans la région. La ville a été un centre d'apprentissage avec des écoles et des collèges.

### Période coloniale française
Vers la fin du XIXe siècle, Madagascar est devenue une colonie française. La région de Fianarantsoa a connu des changements importants pendant la colonisation, avec le développement de l'infrastructure, l'introduction de cultures économiques, et l'influence culturelle française.

### Indépendance de Madagascar
Madagascar a obtenu son indépendance de la France en 1960. Après l'indépendance, Fianarantsoa est restée un centre éducatif important et a continué à jouer un rôle économique dans le pays en raison de son agriculture.